# Technomyrmex septentrionalis
Technomyrmex septentrionalis é uma espécie de formiga do gênero Technomyrmex.